# Lorne Scott
Pour les articles homonymes, voir Scott.
Reginald Lorne Scott (né le 19 mai 1947) est un environnementaliste et un homme politique provincial canadien de la Saskatchewan. Il représente les circonscriptions de Indian Head-Wolseley et Indian Head-Milestone à titre de député du Nouveau Parti démocratique de 1991 à 1999.

## Biographie
Né à Indian Head en Saskatchewan, Scott travaille au Musée royal de la Saskatchewan de 1967 à 1975 et pour le Centre Wascana en tant que naturaliste de 1975 à 1991. Il sert également comme président de la Saskatchewan Wildlife Federation, du Saskatchewan Natural History Society et de la Whooping Crane Conservation Association.
Élu à l'Assemblée législative de la Saskatchewan en 1991, il est réélu en 1995. Ministre de l'Environnement et de la Gestion des Ressources de novembre 1995 à 1999, il est défait en 1999.
Devenu directeur exécutif de la Saskatchewan Wildlife Federation en 1999, il siège également au conseil de l'ONG Conservation de la nature Canada et est nommé à l'Ordre du Canada en 2008.